# Лорін-Епштейн Мойсей Юлійович
Лорін-Епштейн Мойсей Юлійович (1888, Прибалтика — 5 січня 1945) — науковець, професор, доктор медичних наук.

## Життєпис
Народився Мойсей Юлійович Лорін-Епштейн у 1888 р. у Прибалтиці, в міщанській родині.
1907—1908 рр. навчався у м. Нансі (Франція), згодом переїхав до Парижа. З 1910 р., не полишаючи навчання, працював у міській лікарні. Закінчив Паризький медичний факультет (Сорбонна). У 1915 р. захистив дисертацію «Etude sur la lithiase oxalique de l'intestin». У 1916 р. повернувся в Росію, де спочатку служив рядовим у піхотному полку. Пізніше отримав диплом «лєкаря с отличием» (пересклавши іспит з медицини при Дерптському університеті) і був призначений молодшим лікарем 493-го Клинського піхотного полку 124-ї піхотної дивізії, де згодом отримав посаду старшого лікаря.
У 1918 р., після розформуваня військового лазарету, М. Ю. Лорін-Епштейн переїхав до м. Казань, де влаштувався працювати позаштатним лікарем в Госпітальній хірургічній клініці та одночасно у міському військкоматі. Влітку цього ж року був мобілізований до Червоної армії. На місці служби сформував мобільний польовий госпіталь 26-ї стрілецької дивізії. У 1921 р. повернувся до роботи в Госпітальній хірургічній клініці в Казані, був призначений штатним ординатором хірургічного відділення. Працював під керівництвом професора О. В. Вишневського.
У 1922 р. Мойсей Юлійович переїхав до Києва. Працював ординатором госпітальної хірургічної клініки Київського медичного інституту.
У 1923—1930 рр. — асистент кафедри пропедевтичної хірургії.
У 1932 р. — приват-доцент факультетської хірургічної клініки.
Наприкінці 1933 р. — асистент та доцент повторно організованої пропедевтичної хірургічної клініки.
Серпень 1936 р. — січень 1940 р. — виконував обов'язки завідувача клініки.
У 1938 р. захистив докторську дисертацію «Особенности анатомии, физиологии и патологии мочевого пузыря, задней уретры и простаты в свете эволюционного учения». 17 січня 1939 р. йому було присвоєно звання доктора медичних наук.
У 1940 р. був призначений директором пропедевтичної хірургічної клініки Вінницького медичного інституту. 22 березня 1941 р. отримав документ про вчене звання професора. 
У липні 1941 р. евакуйований в м. Куйбишев. Працював у залізничній поліклініці та лікарні.
У березні 1942 р. мобілізований до армії у званні військового лікаря 1-го рангу, а наприкінці 1942 р. знову повернувя в Куйбишев.
У квітні 1944 р. повернувся до Києва, деякий час працював хірургом-консультантом у системі Південно-Західної залізниці України. Цього ж року М. Ю. Лорін-Епштейн повернувся у Вінницю на посаду завідувача кафедри хірургії медінституту. Брав активну участь у відродженні медичного інституту, вів курс лекцій з пропедевтичної хірургії.
Мойсей Юлійович провів низку фундаментальних досліджень у галузі антропології, еволюції, хірургії, опублікував близько 50 наукових праць російською, українською, французькою та німецькою мовами.
Мойсей Юлійович Лорін-Епштейн трагічно загинув 5 січня 1945 р.

## Наукові праці
- Регенерационные вещества в крови и сыворотке, способствующие заживлению повреждений и ран, их теоретическое и практическое значение (1925)
- Конституция, эндокринология и филогенез человека (1927)
- Cancer und vegetatives Nervensystem (1927)
- Положения конечностей или сегментов туловища при повреждениях или поражениях, их теоретико-филогенетический смысл и практическое значение (1928)
- Рациональна ли интра- или экстраплевральная декомпрессия сердца при некоторых расстройствах компенсации, сопровождающихся увеличением размеров его. (Эволюционные предрасполагающие моменты в патологии сердца человека) (1929)
- Конечные и предконечные илеиты, илеовальвулиты и илеомезентериты как факторы страданий илео-цеко-аппендикулярного перекрестка. (К анатомии, физиологии и патологии конечного и предконечного отрезков подвздошной кишки и брыжейки ее в связи с переходом к вертикальному передвижению) (1929)
- Evolution und Bedeutung des Wurmfortsatzes und der Valvula ileocoecalis im Zusammenhang mit der Aufrichtung des Rumpfes (1932)
- Membrana omento-colica в связи со спиральностью толстой кишки. Роль генито-мезентериальных связок в патологии (1935)
- Інфантилізаційний процес (філогенетичний) в антро погенезі і в багатьох рисах морфології, біології і патології людини (1935)
- О клиническом влиянии перидифференциальной симпатэктомии и фуникулярной нейроэктомии (1936)
- О некоторых редких разновидностях илеуса и сопутствующих аномалиях (1937)
- О некоторых местных и общих действиях продуктов клеточного распада, в частности детритов — экстрактов человеческих зародышей на течение инфицированных ран (1937)
- Диагностическое значение tractionis testiculorum и анестезии семенного канатика (1938)
- Зонарные хронические колиты (1939)
- Аппендикоапецит и его роль в генезе аппендицита (1940)
- Нові елементи методики первинної обробки свіжих інфікованих ран (1940)
- Сучасні вузлові проблеми тетанусу (1940)
- Терапевтическое и диагностическое значение анестезии одних органов при поражении других, эволюционно-генетически родственных первым (1941)
- Местно ограниченные (внутривенные) вливания иногруппной или гетерогенной крови для стимуляции местных и общих защитных и восстановительных процессов (1943)
- Растяжение сопровождающего нерва и анестезия сосуда и нервов при перевязке больших сосудов (1943)
- Кожно-подкожная «дорожка метастазов» и ее иссечение при операции рака грудной железы (1943)
- Новые проблемы клинических форм ранней диагностики и лечения тетануса, в частности, местного (1945)